# Que 〜エンシェントリーフの妖精〜
『Que 〜エンシェントリーフの妖精〜』（キュー エンシェントリーフのようせい）は2007年6月28日に日本のコンピュータゲームブランド・プリンセスソフトより発売されたPlayStation 2用ゲームソフト。

## 概要
女性限定のソーシャル・ネットワーキング・サービス (SNS)に参加してしまった少年を主人公とし、ヒロインとはネット上では「女同士」、現実世界では異性の間柄になるという二重の関係と、そこから生じる恋愛を描く。
企画の始まりは『電撃G's magazine』2004年1月号で募集された「プリンセスソフト&G'sマガジン イラスト・コンテスト」であり、そのプリンセスソフト賞を受賞した台湾のイラストレーター・亞砂をキャラクターデザインに迎えたのが本作である。
プロモーションの一環として、2007年3月に劇中のアイドル・天河しずくのファンクラブ「Milky☆Way」が会費無料、有効期限1年で会員を募集した。
企画原案を務めた志倉千代丸によれば、本作は「デジタル化した架空の世界と現実の世界の境界はどこにあるか」をテーマとしている。そしてある意味では、同テーマをより推し進めて描いた『CHAOS;HEAD』（2008年）、『STEINS;GATE』（2009年）の科学アドベンチャーシリーズに連なる系譜上にあるという。

## あらすじ
幼いころに暮らしていた蒼海市に戻ってきた主人公のもとに、なぜか女性専用ネットワークシステムの利用セットが届けられた。疑問に思いつつも、彼は素性を隠してネット上で多くの友人を作る。それと同時に、現実世界で出逢う少女たち……もしかして、あれが彼女たちの素顔なのだろうか？

## 世界観
エンシェントリーフ（略称エンシェ）とは蒼海市役所ネットワークサービス課が管理する女性専用のSNSであり、市内における次世代型高速ネットワークシステムの運用試験を兼ねて提供されている。
エンシェにログインすることを「Queする」と言う。参加者はインターフェースとしてヘッドセットとグローブを着用し、アバターを通じてネット内に構築された仮想世界を体感できる。
エンシェ内にはマチュ・ピチュ、グランド・キャニオン、イースター島など世界各地の名所を模したエリアがあり、参加者はそれぞれ好みのエリアに集まって交流する。冒険や探検ができるエリアも存在するが、エンシェはMMORPGではないので「モンスターを狩って経験値を得る」などのような要素は基本的にない。

## 登場人物

### エンシェントリーフ
ポーリー
主人公のエンシェントリーフ内での姿。正体が露見するとエンシェから追放されるため気をつけてはいるものの、ときおり男性としての地が出てしまう。仲間に対しては「よく女らしくないと言われている」とごまかしている。
リト
声 : 中原麻衣
ポーリーと同時期に参加し始めた初心者で、アバターは大きくとがった耳を備えている。甘えん坊で少々抜けたところがある、放っておけないタイプ。
ユウ
声 : 松岡由貴
ポーリーがエンシェで最初に出逢った子。明るくボーイッシュで、面倒見がよい。
ミュン
声 : 武石あゆ実
深夜の中華エリアに現れる噂の歌姫。落ち着いたバラードをアカペラで歌う。ファンは多いが、彼女に接触しないのが暗黙の了解となっている。
雪乃（ゆきの）
声 : 斎藤千和
お茶会の世界で出逢う大和撫子。日本文化のよさを広めようとしているが、日本エリアが利用者不足で閉鎖されそうになり悩む。
白詰草（しろつめくさ）
声 : 門脇舞以
インドエリアの治療術師。魔法のようにケガや毒を癒してしまう。いつも取り巻きに囲まれている。
絢世（あやせ）
声 : 木川絵理子
エンシェの管理を委託されたゲームマスターと呼ばれる高位のプレイヤー。秩序を乱すものには厳しいが、多くの参加者から感謝され愛されている。
限定版ゲームソフトに付属した漫画「最強GM伝説」では、メイリンともども管理用の人工知能という本編とはまったく異なる設定で登場する。
HAL（ハル）
声 : 名塚佳織
エンシェントリーフの妖精と呼ばれる幼い少女。「プレイヤーの願いをかなえてくれる」「プレイヤーの魂がネット上にアップロードされた存在」などの噂が乱れ飛んでいるが、めったに逢うことができない。
メイリン
声 : 砂倉加奈子
ゲームマスターの1人。不審な行動が目立つポーリーを怪しんでいる。
エリン
声 : 鍋井まき子
白詰草の取り巻きの、ピンク色の髪をした女性。白詰草を「白様」と呼んでいる。
ユリン
声 : 増田ゆき
白詰草の取り巻きの、オレンジ色の髪をした女性。2人でポーリーたちを邪険に扱う。

### 現実世界
声の担当はスタッフロールで確認できるもののみ記載。
新堂 まこと（しんどう まこと）
主人公の少年。高校2年生。両親の仕事の都合で転校続きだったが、2歳から小学校入学までを過ごした蒼海市へひさしぶりに帰ってきた。
二ノ宮 ハル （にのみや ハル）
声 : 名塚佳織
小山内 ひなた（おさない ひなた）
声 : 中原麻衣
数年ぶりに再会したまことの幼馴染。自分に対して自信が持てないため、彼への淡い恋心を言い出せずにいる。
神楽坂 夕（かぐらざか ゆう）
声 : 松岡由貴
スポーツ好きだったが、交通事故で足に障害を負った少女。男兄弟に囲まれて育ったせいで、彼女の言動もまた男っぽい。責任感が強く裏表がないので、周囲からは信頼されている。
霧島 桃香（きりしま ももか）
声 : 門脇舞以
大病院の院長の娘だが、お嬢様扱いに嫌気が差してインターネットにのめりこむようになった。大金をつぎ込んだ高性能マシンを所有しており、久男からはパソコンの師匠として尊敬されている。医者を目指していながらも、母を病から救えなかった医学への不信感をぬぐえずにいる。
天河 しずく（あまかわ しずく）
声 : 武石あゆ実
駆け出しのアイドルで、素直な努力家。事務所の意向でおかしな歌ばかり歌わされることに悩んでいる。
ティア・ウィストリア
声 : 斎藤千和
ゆみかの友人の留学生。父親がアメリカ人で母親は日本人。以前も日本で暮らしたことがあり、その経験から日本文化の研究を趣味としている。
新堂 ゆみか（しんどう ゆみか）
声 : 阿部玲子
まことの妹。生意気な態度もとるが、本当は兄のことが大好き。素性を明かせないまことに代わって、ポーリーのプレイヤーを演じることもある。
新堂 昭雄（しんどう あきお）
まことの父。人工冬眠の技術者で、仕事が忙しく家にもあまり帰ってこない。
新堂 麻美（しんどう まみ）
まことの母。夫の助手をしている。明るくノリのいい性格。
小田 久男（おだ ひさお）
声 : 代永翼
まことの友人。萌えを追求する軽薄な男だが、転居を繰り返すまこととずっと友達づきあいを続けてきた。
霧島 雄介（きりしま ゆうすけ）
桃香の兄。霧島病院の医師で、診察業務の合間を縫って難病の研究をしている。
二ノ宮 麻人（にのみや あさと）
声 : 遠藤大輔
蒼海市市長。4年前の選挙に無所属新人として立候補し当選。現在は2期目。元は大脳生理学者で、コンピュータネットワークと人間の大脳の有機的結合を研究していた。
北村 浩太（きたむら こうた）
声 : 大須賀純
ストリートミュージシャン。しずくの隣の家の「お兄ちゃん」で、かつては彼女や仲間の健（けん）、勇二（ゆうじ）とともにバンド「プリズムライト」を結成していた。

## スタッフ
- 企画・原案 : 志倉千代丸
- キャラクターデザイン : 亞砂
- 製作プロデューサー : 盛政樹
- 音楽 : 磯江俊道
- シナリオ : 持田康之（エッジワース）
- オープニングテーマ : Fractal Tree
  - 作詞・作曲 : 志倉千代丸、編曲 : 上野浩司 / 歌 : 彩音
- エンディングテーマ : Everlasting Sky
  - 作詞・作曲 : 志倉千代丸、編曲 : 磯江俊道 / 歌 : 彩音
- 挿入歌 : Over
  - 作詞 : 濱田智之、作曲 : 高井ウララ、編曲 : TARAWO / 歌 : 武石あゆ実
- 挿入歌 : ぴゅあるんはっぴー
  - 作詞 : 絵莉、作曲 : 濱田智之、編曲 : 幡手康隆 / 歌 : 武石あゆ実

## CD
- Que キャラクター Image Mini Album (5pb.)
  1. リト (VGCD-0095)
  2. ユウ (VGCD-0096)
  3. ミュン (VGCD-0097)
  4. 雪乃 (VGCD-0098)
  5. 白詰草 (VGCD-0099)
  6. 絢世 (VGCD-0100)
  7. HAL (VGCD-0101)
- Que Perfect Vocal Collection (5pb. / VGCD-0121)

## 漫画
作画：亞砂、ストーリー原案：加藤秀和による漫画版が『電撃G's magazine』2007年3 - 4月号に掲載された。全2話という短編であり、2010年現在単行本には収録されていない。